# Raoul Mazeman de Couthove
Baron Raoul Emmanuel Lucio François-Xavier Mazeman de Couthove, ook Mazeman de Couthove et de Tonlieu, (Ieper, 23 december 1854 - Proven, 12 november 1923) was een Belgisch burgemeester.

## Biografie
Baron Raoul Mazeman de Couthove was de jongste van de vijf kinderen van Jules Mazeman de Couthove en Alix de Florisone (1823-1857). Zijn moeder, twee broers en een zus overleden terwijl hij nog heel jong was.
Hij trouwde in 1889 in Ruddervoorde met Mathilde van Outryve d'Ydewalle (1867-1945), dochter van ridder Eugène-Edouard van Outryve d'Ydewalle, burgemeester van Ruddervoorde, provincieraadslid van West-Vlaanderen, volksvertegenwoordiger en senator. Hij was een halfschoonbroer van Paul-Pierre van Outryve d'Ydewalle, burgemeester van Ruddervoorde. Het echtpaar bleef kinderloos, maar adopteerde Suzanne van Outryve d'Ydewalle, dochter van de broer van Mathilde, Clément van Outryve d'Ydewalle (1876-1942). Zij trouwde met baron Charles d'Udekem d'Acoz (1885-1968) en ze zijn de grootouders van koningin Mathilde van België.
Mazeman werd burgemeester van Proven in opvolging van zijn vader en woonde eveneens op het Kasteel Couthove, dat via de geadopteerde dochter eigendom werd van de familie d'Udekem d'Acoz. Ook de d'Udekems zetten de traditie van het burgemeesterschap van Proven verder.